# Битка при Нервинден (1793)
Вижте пояснителната страница за други значения на Битка при Нервинден.
Битката при Нервинден (Neerwinden) се състои на 18 март 1793 г. като част от Френските революционни войни. Една против друга се изправят австрийската армия на херцог фон Тешен и принц фон Кобург и армията на революционна Франция, командвана от Шарл Дюмурие. И двете наброяват по около 40 000 души, но повечето автори отчитат, че австрийците (подкрепени с холандски сили) имат предимство. Резултатът е тежко поражение за Франция, която губи завоеванията си от предната година.

## Предистория
Войната на Първата коалиция започва през април 1792 г. Съюзените държави искат с военна интервенция да обърнат хода на събитията във Франция – да я върнат към принципите на абсолютната монархия, да възстановят господството на привилегированите съсловия, а крал Луи XVI да спасят от тежката ситуация, в която е изпаднал – да бъде пленник на собствените си поданици. Войната обаче се развива в полза на французите и те побеждават прусаците при Валми (септември 1792) и австрийците при Жемап (ноември 1792). След Жемап Дюмурие бързо покорява цяла Австрийска Нидерландия, включително Брюксел и Антверпен. В началото на 1793 г. той навлиза в Холандската република.
Междувременно австрийците се реорганизират и събират нова армия. Те побеждават французите пред Айндховен (1 март) и ги принуждават да се оттеглят на юг. Френският генерал се подготвя за решителна битка. Тя се състои при Нервинден, на северозапад от Лиеж, където австрийците заемат силни позиции.

## Ход на битката
Това село вече е известно с френската победа на маршал дьо Люксамбур сто години по-рано. И тогава, и сега французите възнамеряват да атакуват. Дюмурие разчита на превъзходството си в пехота, но има много по-малко конница. Сутринта в деня на сражението той дава начало на настъпление, което е отблъснато от противниците му. Както и при Жемап, атаките следват една след друга, но този път не се увенчават с успех.
След няколко часа австрийското командване нарежда контраатака и принуждава френския център и левия фланг да отстъпят. Дюмурие си дава сметка, че повече не може да удържи позицията си и дава сигнал за отстъпление. В този случай опитната и добре обучена войска на Хабсбургите надделява над ентусиазираните, но не достатъчно умели френски батальони. Тя губи само 2000 души срещу 4000 французи.

## Резултати
Непосредственият резултат е, че австрийците успяват да си върнат всички владения в Нидерландия и най-вече столицата Брюксел. И последните френски войници напускат областта. Разочарованият Дюмурие, който си дава сметка, че може да бъде изправен пред съд, се свързва с полковник Карл Мак от щаба на противниците си с предложение да дезертира с войската си на тяхна страна. Конвентът (управляващото събрание във Франция) изпраща делегати да го арестуват, но без успех – с неколцина привърженици от обкръжението си той избягва. Войниците отказват да го последват в авантюрата му. Командването е поето от генерал Дампиер, дотогава подчинен на Дюмурие.
На следващата година след битката при Фльорюс Австрийска Нидерландия все пак е покорена от революционната армия и съгласно мира от Кампо Формио (1797) остава под френска власт.